# Haukelandsvatnet
Haukelandsvatnet est un lac situé dans le bydel de Fana, à Bergen (Norvège). Il s'étend sur environ 81 hectares, à 73 m d'altitude.

## Géographie
Il est bordé, sur sa rive ouest, par la localité de Haukeland, qui appartient au bydel d'Arna. On y trouve notamment une gare ferroviaire et un camping.
Haukelandsvatnet est un site de pêche (brochet, omble chevalier, truite, saumon).